# هنوایلر
هنوایلر (به آلمانی: Hennweiler) یک شهر در آلمان است که در باد کرویتسناخ واقع شده‌است. هنوایلر ۱٬۳۱۶ نفر جمعیت دارد.